# Крокер (река)
Крокер (англ. Croker River) — река, расположенная за Северным полярным кругом в материковой части Северной Канады, на западе региона Китикмеот, провинция Нунавут.
Из всех рек, впадающих в Залив Амундсена и находящихся на участке между заливом Дарнли (в Северо-Западных территориях) и заливом Коронейшен, Крокер является самой большой[уточнить], достигая 55 метров в ширину.
Истоком этой реки является озеро Блуноз, река течёт в северном направлении. Она проходит через доломитовый каньон в восьми километрах от побережья, затем, в восьми километрах на запад от Клифтон-пойнт, достигает дельты, после чего впадает в пролив Долфин-энд-Юнион.
Река Крокер получила своё название в честь Джона Уилсона Крокера, Секретаря Адмиралтейства.
У устья реки находится действующий объект Канадской Северной системы предупреждения — Крокер (PIN 1BG).